# Пітер Райс

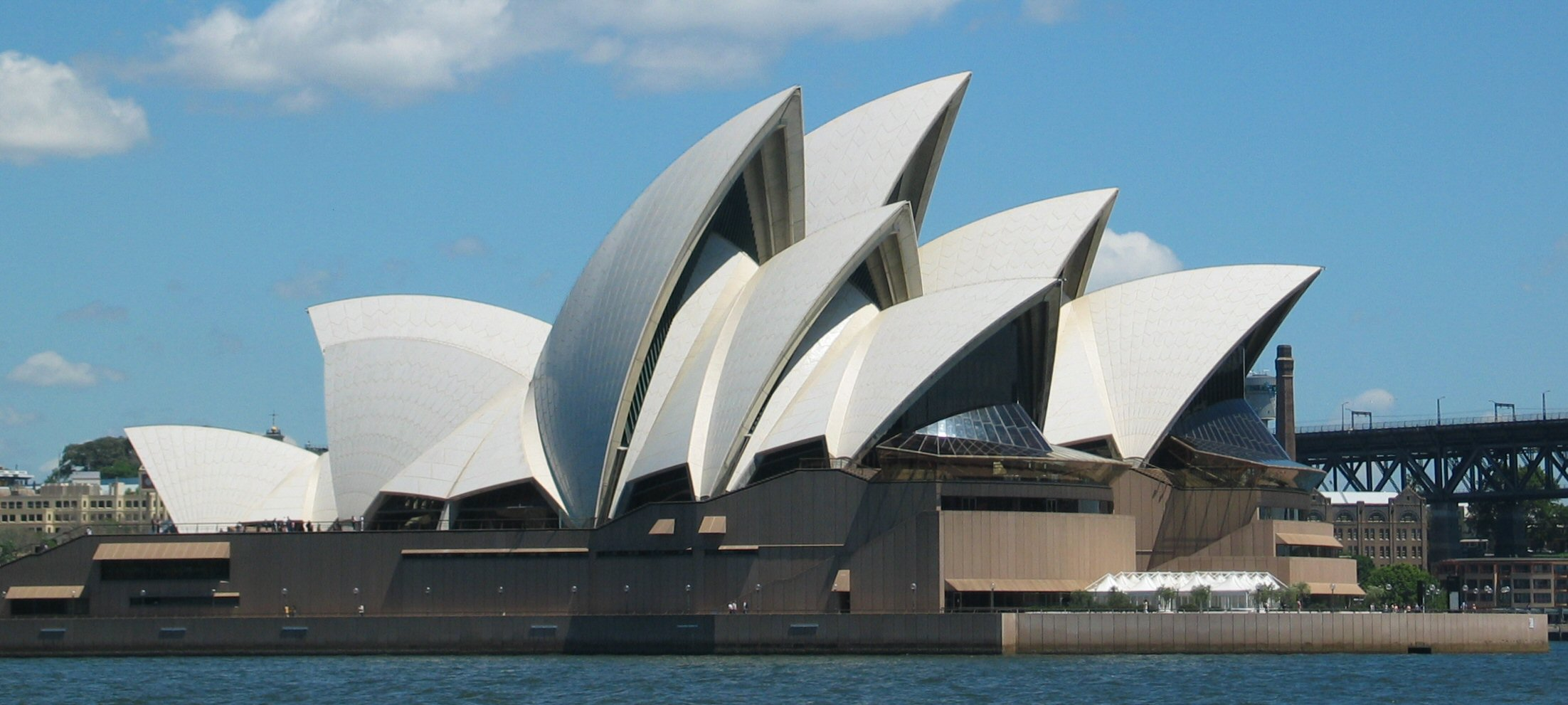
Сіднейський оперний театр

Пітер Райс (Peter Rice) — ірландський інженер, роки життя 1935–1992.
Навчався у Королівському університеті Белфаста та Імперському коледжі Лондона. 
Його найвідоміша споруда — дах будівлі Сіднейський оперний театр.
Співпрацював з такими архітекторами як Йорн Утзон і Ренцо Піано. 